# Гіппонік Аммон
Гіппонік (дав.-гр. Ἱππόνικος), на прізвисько Аммон (Άμμων) — афінський аристократ VI—V століть до н. е.
Син Каллія з роду Керіків, член так званої сім'ї «Калліїв», або «Калліїв-Гіппоніків». У просопографічній та генеалогічній літературі в залежності від вподобань авторів може іменуватися Гіппоніком (I) або Гіппоніком (II).
Прізвисько, імовірно, отримав, оскільки міг очолювати священне посольство до оракула Амона в Лівії. Приналежність Гіппоніка до родини жерців елевсінського культу робить цю гіпотезу цілком імовірною.
Щодо походження багатства його сім'ї, що викликала в Афінах загальну заздрість, Афіней згадує анекдот, розказаний Гераклідом Понтійським в книзі «Про насолоди». Нібито, коли перси (490 до н. е.?) висадилися на Евбею, їх воєначальник (ймовірно, Датіс) залишив скарбницю на зберігання в будинку еретрійця Діомнеста. Коли перси загинули (ймовірно, при Марафоні), нікому було вимагати гроші назад, і Діомнест їх привласнив.
Коли ж «перський цар знову послав військо на Еретрію, щоб стерти її з лиця землі», багатії почали вивозити кошти за кордон, і спадкоємці Діомнеста віддали його скарби на зберігання Гіппоніку. Все населення Еретрії було вивезено завойовниками в Екбатани, і Гіппонік виявився власником величезного стану.
Сучасні історики ставляться до цієї інформації вкрай скептично, так як дворазове вторгнення персів на Евбею сумнівно, і вся ця історія, очевидно, складена з метою зганьбити рід Кериків натяками на не цілком чисті джерела їх багатства. Подібну байку античні автори розповідають і про сина Гіппоніка Каллія Багатого, і вона свідчить лише про те, що не тільки Бальзак, але і стародавні афіняни схилялися до думки, ніби «всі великі статки нажиті злочинним шляхом».